# アジート (航空機)
アジート
バンガロールのヒンドゥスタン・エアロノーティックス前の交差点に展示されている試作機。
- 用途：要撃機・練習機
- 分類：戦闘機
- 設計者：ヒンドスタン航空機
- 製造者：ヒンドスタン航空機
- 運用者：インド空軍
- 初飛行：1976年9月30日
- 生産数：79
- 運用開始：1977年
- 退役：1991年
- 運用状況：退役

アジート（Ajeet）は、フォーランド ナットを基にヒンドスタン航空機により開発された軽戦闘機。アジートには、サンスクリットで「無敵」「征服されざる」と言った意味がある。
ナットの改良型を求めたインド空軍により1972年に、当初は要撃機として要求され、後に副次的に対地攻撃任務をこなすことも求められた。ヒンドゥスタンによって2機のナットが試作機の母体として改造され、1975年に初飛行した。翌年の9月30日には、生産型が初飛行している。
アジートは、実戦を経験することなく1991年に退役した。

## ナットとの相違点
ナットで操縦に支障をきたしていた油圧システムが改良され、アビオニクスも改善された。水平尾翼は、スラブテール方式に変更され、降着装置の改善と機内燃料タンクの大型化も行われた。ハードポイントも両翼に追加され、計2基の増大を見たが、これがナットとの外観における相違点となっている。

## 複座型
1982年に複座型の練習型を開発したが、この機体はその年の末に墜落した。翌年には2機の試作機が飛行したが、インド空軍の関心は得られず計画は中止され、試作型2機は単座型と同様の任務に割り当てられた。

## 要目
- 全長： 9.04 m
- 全幅： 6.73 m
- 全高： 2.46 m
- 翼面積： 12.69 m2
- 空虚重量： 2,307 kg
- 最大離陸重量： 4,171 kg
- エンジン： HAL／ブリストル・シドレー オーフュース 701-01 ターボジェット （推力 20.9KN） 1基
- 最大速度： 1,225 km/h
- 航続距離： 805 km
- 到達高度： 14,630 m
- 上昇率： 101.6 m/s
- 乗員： 1 名
- 武装： ADEN 30 mm機関砲 2門
- ハードポイント： 4ヶ所、合計900 kg以下